# Adelpha diazi
Adelpha diazi is een vlinder uit de onderfamilie Limenitidinae van de familie Nymphalidae. De wetenschappelijke naam van de soort werd in 1975 gepubliceerd door Beutelspacher.